# Pfarrhaus (Walkertshofen)

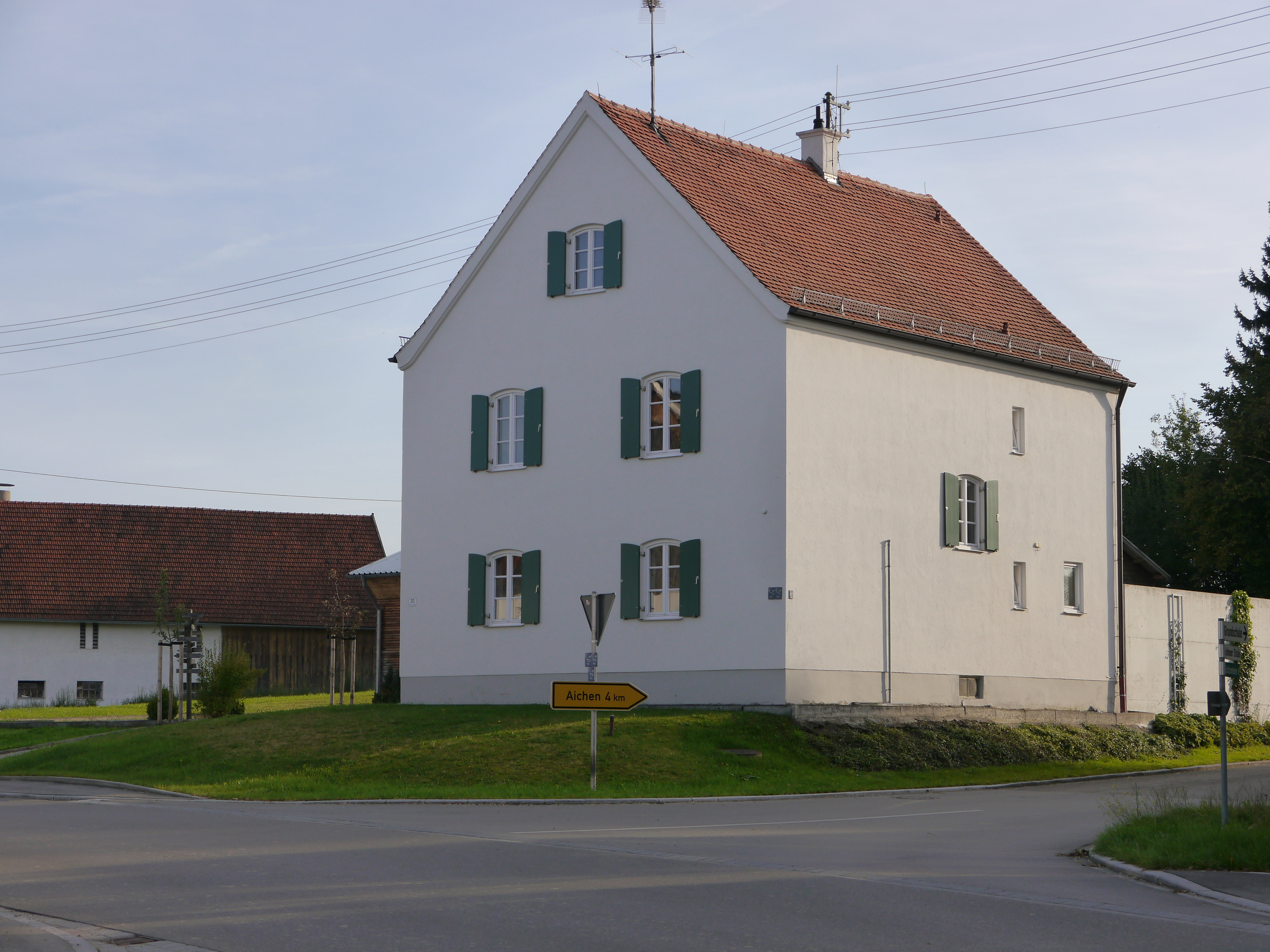
Pfarrhaus in Walkertshofen

Das Pfarrhaus in Walkertshofen, einer Gemeinde im Landkreis Augsburg im bayerischen Regierungsbezirk Schwaben, wurde 1852 errichtet. Das Pfarrhaus an der Hauptstraße 30, südlich der katholischen Pfarrkirche St. Alban, ist ein geschütztes Baudenkmal.
Der zweigeschossige Satteldachbau hat Stichbogenfenster.